# Revista Brasileira de Políticas Públicas e Internacionais
A Revista Brasileira de Políticas Públicas e Internacionais (RPPI) é um periódico científico editado pela Universidade Federal da Paraíba. Publicada desde seu lançamento em 2016, esta revista está indexada em várias bases como DOAJ e Miguilim.
Na avaliação do Qualis relativo ao ano de 2017-2020 realizada pela Coordenação de Aperfeiçoamento de Pessoal de Nível Superior (CAPES), este periódico foi classificado no extrato A3 para a área de Ciência política e relações internacionais.